# Abolhassan Khan Ilchi

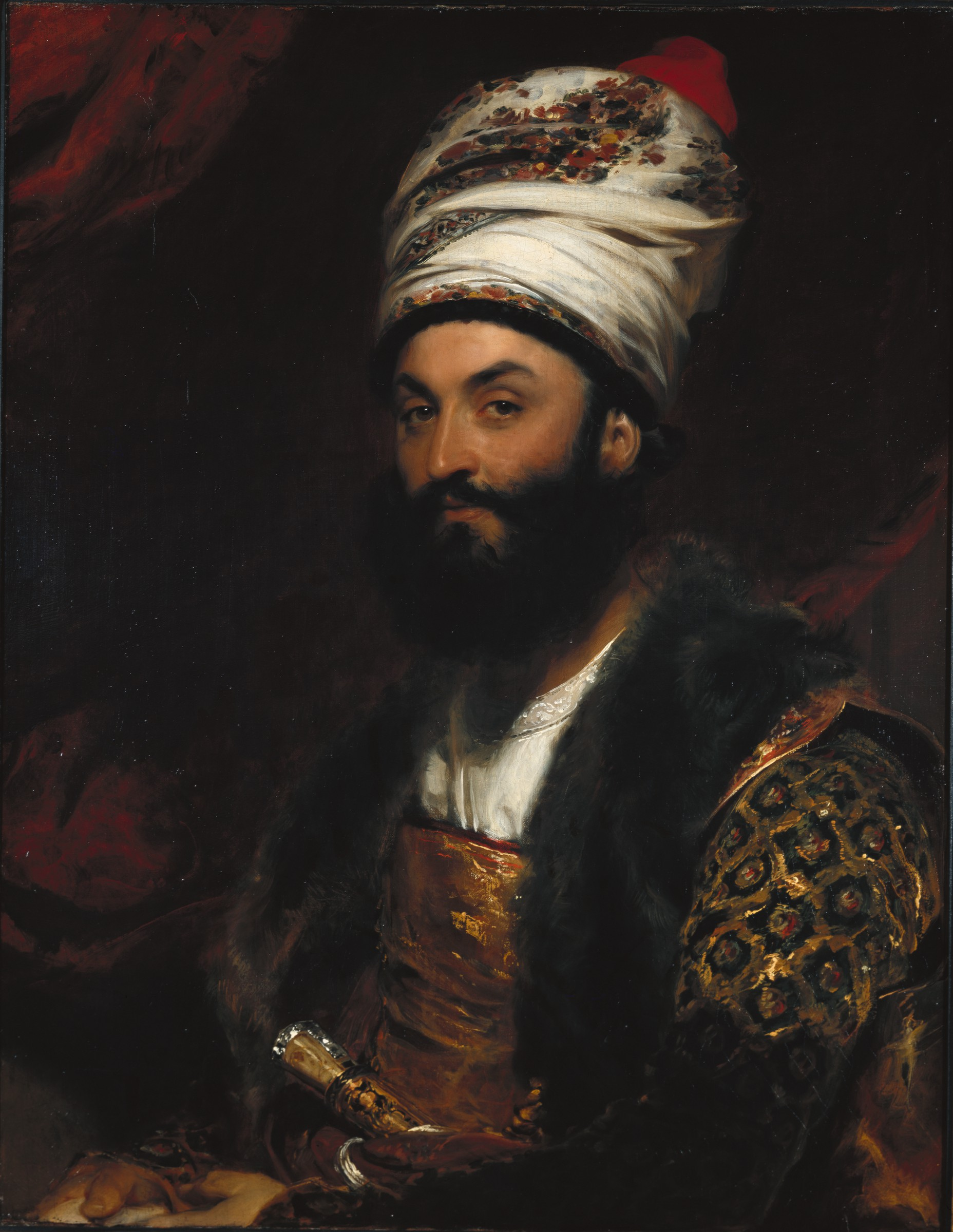
Abolhassan Khan Ilchi

Mirza Abolhasan Khan Ilchi (auch gelistet als Mirza Abu-al-Hassan Ilchi, Mirza Abdul Hassan Chan, Mirza Abu al-Hasan Khan Ilchi, Mirza Abdallah Hasan und Mirza Aboul Hassan Khan; * 1776 in Schiras; † 4. August 1846) war ein persischer Schriftsteller, Botschafter und Außenminister.

## Leben
Abolhassan Khan Ilchi war ab 1809 Gesandter und ab 1823 Außenminister von Fath Ali Schah.
Während seiner Amtszeit als Ambassador to the Court of St James’s zerbrach die Franko-Persische Allianz. Sein Reisebericht Heyratnameh wurde von Joseph von Hammer-Purgstall in Wien übersetzt
und diente als Vorlage für die fiktionale Darstellung Die Abenteuer des Hadschi Baba aus Isfahan.

## Veröffentlichungen
- Heyratnameh (das Buch der Wunder)
- Titre: Lettre surprise, recit de voyage de Mirza Abol Hassin Khan / Heyratname – safarnameh Mirza Abol Hassin Khan. Langue: Persan. Edition: Rasa – 1986
- The Story of the ‘Fair Circassian’ and Mirza Abol Hassan Khan Shirazi ‘Envoy Extraordinary and Minister Plenipotentiary’ of Fath Ali Shah Qajar to the Court of St. James,”
- Johann Wolfgang von Goethe: West-östlicher Divan. In: Sämtliche Werke. (eingeschränkte Vorschau in der Google-Buchsuche).